# Рак јетре
Рак, тумор или [примарни] карцином јетре јесте рак који почиње у јетри. Од примарног карцинома јетре чешћи је метастазни рак јетре, рак који се однекуд проширио на јетру. Симптоми рака су: израсилина или бол у десној страни испод грудног коша, отицање трбуха, жућкаста кожа, лако настајање модрица, губитак тежине и слабост.
Главни узрок рака јетре је цироза због хепатитиса Б, хепатитиса Ц или алкохола. Остали узроци су метиљи јетре, афлатоксин и неалкохолна болест масне јетре. Најчешћи типови су хепатоцелуларни карцином (HCC), који чини 80% случајева, и холангиокарцином. Мање уобичајени типови обухватају муцинозну цистичну неоплазму и интрадукталну папиларну билијарну неоплазму. Дијагноза се може поткрепити тестовима крви и медицинским имиџингом, уз биопсију ткива.
Превентивa je имунизацијa против хепатитиса Б и лечење особа заражених хепатитисом Б или Ц. Скрининг се препоручује код особа са хроничном обољењем јетре. Опције лечења укључују: хирургију, циљану терапију и радиотерапију. У одређеним случајевима може се применити аблациона терапија, емболизациона терапија или трансплантација јетре.
Примарни рак јетре је шести најчешћи рак на свету (6%) и други водећи узрок смрти од рака (9%). У 2018. години од рака јетре оболело је 841.000 људи и дошло је до 782.000 смртних случајева. У 2015. години 263.000 смрти од рака јетре било је последица хепатитиса Б, 245.000 од алкохола и 167.000 од хепатитиса Ц. Веће стопе рака јетре јављају се у Азији и подсахарској Африци (тамо где су хепатитиси Б и Ц уобичајени). Мушкарци су чешће погођени HCC-ом од жена. Дијагноза је најчешћа код људи између 55 до 65 година. Петогодишња стопа преживљавања износи 18,4% у Сједињеним Америчким Државама и 40,4% у Јапану.